# Ancàlagon
En l'obra de J.R.R. Tolkien Ancàlagon el negre fou el més gran i poderós dels dracs alats creats per Mórgoth, l'enemic fosc.
Ancàlagon i el seu seguici de dracs va ser l'última arma que Melkor llançà contra l'exèrcit de l'Oest a la guerra de la ira.
Fou derrotat per n'Earendil el Mariner en una lluita que durà tota una nit, a l'alba Earendil matà al drac, que caigué sobre les immenses torres de Thangoròdrim, destrossant-les. Aquest fet propicià la victòria dels Vàlar sobre Mórgoth.